# Carangola
Carangola là một đô thị thuộc bang Minas Gerais, Brasil. Đô thị này có diện tích 352,51 km², dân số năm 2007 là 33091 người, mật độ 93,9 người/km².